# 西凤街道
西凤街道是中华人民共和国吉林省通化市辉南县下辖的一个街道办事处。

## 行政区划
西凤街道下辖以下村级行政区划单位：
爱国社区、泰安社区、大禹社区、卓越社区、石顶子村、西郊村、新立村、城西村。